# Rima Baškienė
Rima Baškienė (ur. 25 października 1960 w Kentriai w rejonie kielmskim) – litewska inżynier i samorządowiec, posłanka na Sejm Republiki Litewskiej.

## Życiorys
Po ukończeniu szkoły średniej w Kurszanach w 1978 podjęła studia w Instytucie Politechnicznym w Kownie, które ukończyła w 1983 ze specjalnością inżyniera-technologa. Po przyjeździe do Płungian pracowała w fabryce lnu jako inżynier, była również zatrudniona na posadzie ekonomisty w rejonowym komitecie wykonawczym w Szawlach oraz jako instruktorka związku zawodowego rolników rejonu szawelskiego.
W 1996 wstąpiła do Litewskiej Partii Chłopskiej, a rok później została asystentką posła Ramūnasa Karbauskisa. W 2000 uzyskała mandat radnej rejonu szawelskiego z listy ludowców, który odnowiła w głosowaniu z 2002. Sprawowała funkcję wicestarosty rejonu szawelskiego. Została też członkinią zarządu organizacji kobiecej z tego rejonu.
W wyborach parlamentarnych w 2004 wybrano ją do Sejmu w okręgu wyborczym nr 45. W 2005 została członkinią Litewskiego Ludowego Związku Chłopskiego. Po raz kolejny mandat poselski uzyskiwała w 2008, 2012, 2016 i 2020. We wrześniu 2021 znalazła się w grupie posłów LVŽS, którzy ogłosili odejście z frakcji i współtworzenie nowego klubu deputowanych. Związała się z nowo powstałym ugrupowaniem Związek Demokratów „W imię Litwy”. W 2024 z jego ramienia utrzymała mandat deputowanej na kolejną kadencję.

## Życie prywatne
Mężatka (mąż Raimondas, rzeźbiarz), ma dwóch synów: Laurynasa i Rokasa.

## Odznaczenia
- Medal Rady Bałtyckiej – 2006[7]